# Phong trào độc lập Catalunya

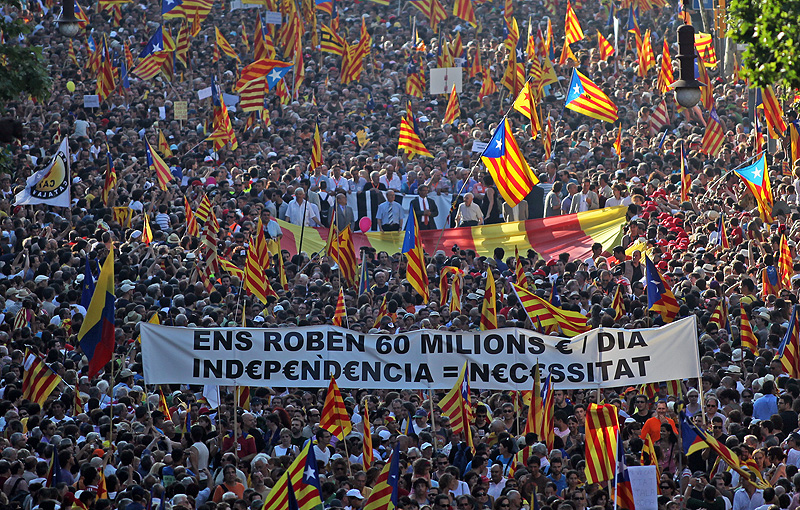
Những người ủng hộ nền độc lập của Catalan vào năm 2010

"L'Estelada Blava" (Cờ Sao xanh), phiên bản màu xanh da trời của cờ ủng hộ độc lập.

"L'Estelada Vermella" (Cờ Sao đỏ), phiên bản màu đỏ của cờ ủng hộ độc lập.

Phong trào độc lập Catalan (tiếng Catala: independentisme català) là phong trào chính trị và phổ biến, xuất phát từ chủ nghĩa dân tộc Catalunya, tìm kiếm sự độc lập của Catalunya từ Tây Ban Nha. Cờ Estelada, trong các phiên bản màu xanh lam và đỏ, đã trở thành biểu tượng chính của nó.
Phong trào chính trị bắt đầu vào năm 1922, khi Francesc Macià thành lập Estat Català (Nhà nước Catalan). Năm 1931, Estat Català và các đảng thành lập Esquerra Republicana de Catalunya (Đảng Cộng hòa Cánh tả Catalunya - ERC) giành được thắng lợi to lớn trong các cuộc bầu cử thành phố năm đó. Macià tuyên bố một nước Cộng hòa Catalan, nhưng sau khi đàm phán với các nhà lãnh đạo của Cộng hòa Tây Ban Nha mới, ông đã chấp nhận quyền tự trị trong nhà nước Tây Ban Nha. Trong cuộc nội chiến Tây Ban Nha, Tướng Francisco Franco bãi bỏ quyền tự trị của Catalunya vào năm 1938. Sau cái chết của Franco năm 1975, các đảng chính trị Catalunya tập trung vào quyền tự trị hơn là độc lập.
Phong trào Độc lập hiện đại bắt đầu khi Quy chế Tự trị năm 2006, đã được thống nhất với Chính phủ Tây Ban Nha và được thông qua bởi cuộc trưng cầu dân ý ở Catalunya, đã bị Thẩm phán Tòa án Tối cao Tây Ban Nha phán quyết rằng một số điều đã vi hiến hoặc được diễn giải hạn chế. Phản đối phản đối quyết định nhanh chóng trở thành yêu cầu độc lập. Bắt đầu với thị trấn Arenys de Munt, hơn 550 khu tự quản ở Catalunya tổ chức trưng cầu dân ý về độc lập giữa năm 2009 và năm 2011, tất cả đều trả lại một lá phiếu "có" cao, với khoảng 30% số người đủ điều kiện bỏ phiếu. Một cuộc biểu tình chống lại quyết định của tòa án năm 2010 do tổ chức văn hoá "Văn hóa Văn hoá" tổ chức, đã có hơn một triệu người tham dự. Các phong trào phổ biến cho ăn lên đến các chính trị gia; cuộc kháng nghị lần thứ hai vào ngày 11 tháng 9 năm 2012 (Ngày Quốc gia Catalonia) đã kêu gọi chính phủ Catalunya bắt đầu tiến trình độc lập. Chủ tịch Catalunya, Artur Mas, đã kêu gọi một cuộc tổng tuyển cử, kết quả là đa số ủng hộ độc lập lần đầu tiên trong lịch sử khu vực. Quốc hội mới thông qua Tuyên bố Chủ quyền Catalan vào đầu năm 2013, khẳng định rằng người dân Catalan có quyền quyết định tương lai chính trị của họ.
Trong Quốc hội Catalunya, các bên ủng hộ độc lập rõ ràng là Partit Demòcrata Europeu Català (Đảng Dân chủ Châu Âu Catalunya PDeCAT), trước đây có tên là Convergència Democràtica de Catalunya (Tập hợp dân chủ của Catalonia, CDC); Esquerra Republicana de Catalunya (Đảng Cộng hòa Left of Catalonia, ERC), và Candidatura d'Unitat Phổ biến (Phổ biến Thống nhất Ứng viên, CUP). PDeCAT và ERC hiện đang thành lập liên minh Junts pel Sí (Cùng nhau vì "Đồng ý"). Các đảng phản đối bất kỳ thay đổi nào ở vị trí của Catalonia là Ciutadans (Các công dân) và chi nhánh Catalan của Partido Popular (Đảng Nhân dân). Partit dels Socialistes de Catalunya, một nhà hoạt động xã hội Partido Socialista Obrero Español (Đảng Lao động Xã hội Chủ nghĩa Xã hội Tây Ban Nha, PSOE) chính thức ủng hộ một lựa chọn liên bang, mặc dù một số thành viên ủng hộ sự tự quyết. Các bên khác ủng hộ một hình thức tự quyết định trung gian, hoặc ít nhất là ủng hộ một cuộc trưng cầu dân ý về câu hỏi.
Chính phủ Catalunya tuyên bố một cuộc trưng cầu dân ý, được tổ chức vào tháng 11 năm 2014, về vấn đề quyền quốc gia. Cuộc trưng cầu dân ý với 2 câu hỏi: "Bạn có muốn Catalunya trở thành một quốc gia?" và (nếu có) "Bạn có muốn Nhà nước này độc lập không?" Chính phủ Tây Ban Nha đã đề cập đến cuộc trưng cầu dân ý được đưa ra đối với Tòa án Hiến pháp Tây Ban Nha, điều này cho rằng nó vi hiến. Chính phủ Catalunya sau đó đã thay đổi nó từ cuộc trưng cầu dân ý ràng buộc với một cuộc "tư vấn" không bắt buộc. Mặc dù tòa án Tây Ban Nha cũng cấm bỏ phiếu không ràng buộc, cuộc trưng cầu dân ý tự quyết của Catalunya đã diễn ra vào ngày 9 tháng 11 năm 2014. Kết quả là 81% phiếu bầu cho "vâng", nhưng số cử tri chỉ là 35%. Mas đã kêu gọi một cuộc bầu cử vào tháng 9 năm 2015, theo lời ông này sẽ là một cuộc trưng cầu dân chủ. Các đảng ủng hộ độc lập đã không đạt được đa số phiếu trong cuộc bầu cử tháng 9, mặc dù họ giành được đa số ghế.
Quốc hội mới đã thông qua nghị quyết tuyên bố bắt đầu quá trình độc lập vào tháng 11 năm 2015. Thủ hiến Carles Puigdemont đã công bố trưng cầu dân ý độc lập được tổ chức vào ngày 1 tháng 10 năm 2017. Chính phủ Tây Ban Nha tiếp tục phản đối bất cứ động thái nào theo hướng độc lập của Catanlunya.
Ngày 27 tháng 10 năm 2017, nghị viện Catalonia bỏ phiếu ủng hộ Nghị quyết tuyên bố độc lập khỏi Tây Ban Nha và trở thành một nước cộng hòa. Chính phủ Tây Ban Nha sa thải Thủ hiến Carles Puigdemont và giải tán nghị viện Catalonia chỉ vài giờ sau khi vùng này tuyên bố trở thành quốc gia độc lập. Phó Thủ tướng Soraya Sáenz de Santamaría làm người đứng đầu lâm thời Catalonia cho đến khi vùng này tổ chức bầu cử dự kiến vào ngày 21 tháng 12.

## Lịch sử

### Ban đầu

Vương quốc Iberia vào năm 1400

Công quốc Catalunya đã là một lãnh thổ của Vương quốc Aragon tại thời điểm kết hợp của Aragon và Vương quốc Castilla vào cuối thế kỷ 15, dẫn đến thực thể trở thành Vương quốc Tây Ban Nha. Ban đầu, các vùng lãnh thổ khác nhau của Aragon, bao gồm cả Catalonia, giữ các fueros riêng của họ (pháp luật và hải quan) và các tổ chức chính trị. Trong chiến tranh Ba mươi năm và chiến tranh Pháp-Tây Ban Nha, người Catala nổi dậy chống lại chế độ quân chủ Habsburg Tây Ban Nha trong Chiến tranh Reaper năm 1640-1652, kết thúc trong thất bại. Trong Chiến tranh Tiếp nối Tây Ban Nha, Vương miện của Aragon chuyển sự trung thành của mình từ người trinh thám Bourbon sang ngai vàng Tây Ban Nha cho người giả vờ của Habsburg. Sau thất bại của Habsburgs để bảo vệ ngai vàng của Tây Ban Nha, chế độ quân chủ Bourbon mới (người đã cai trị Tây Ban Nha gián đoạn cho đến ngày nay) đã trả đũa bằng cách chấm dứt quyền tự trị của Vương quốc Aragon và do đó Catalonia, sau khi đầu hàng của Barcelona với một lực lượng Bourbon vào ngày 11 tháng 9 năm 1714 (được coi là Ngày Quốc gia Catalonia từ năm 1886). Sau đó là việc hủy bỏ luật quản lý khu vực (fueros) và áp dụng các nghị định Nueva Planta, tập trung vào quy tắc của Tây Ban Nha, dẫn tới việc tạo ra bất động sản của Tây Ban Nha như chúng ta biết ngày nay, như đã bị rèn trước sự ủng hộ của người Tây Ban Nha năm 1812, và trùng hợp với việc từ bỏ Ancien Régime.
Sự bắt đầu của chủ nghĩa ly khai ở Catalonia có thể được bắt nguồn từ giữa thế kỷ 19. Renaixença (phục hưng văn hoá), nhằm khôi phục ngôn ngữ Catalan và truyền thống Catalan, đã dẫn tới sự phát triển của chủ nghĩa dân tộc Catalan và mong muốn độc lập. Giữa thập niên 1850 và 1910, một số cá nhân  tổ chức và các chính đảng bắt đầu yêu cầu độc lập hoàn toàn của Catalunya từ Tây Ban Nha.

### Thế kỷ 20

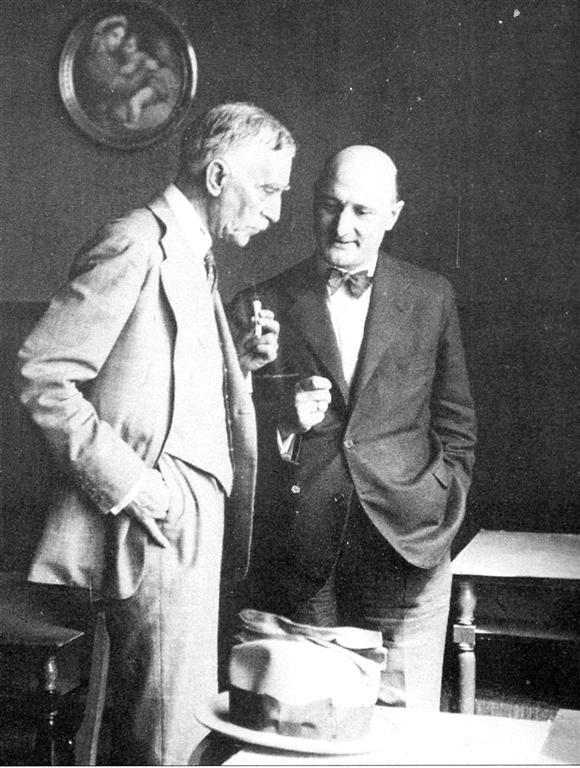
Bên trái, Đại tá Francesc Macià, lãnh đạo của ERC và Tổng thống Catalunya giữa năm 1931 và 1933

Các đảng chính trị ủng hộ độc lập đầu tiên ở Catalonia là Estat Català (Nhà nước Catalunya), thành lập năm 1922 bởi Francesc Macià.. Estat Català đã đi lưu vong ở Pháp trong thời kỳ độc tài của Primo de Rivera (1923-1930), bắt đầu một cuộc nổi dậy không thành công từ Prats de Molló năm 1926. Vào tháng 3 năm 1931, sau khi lật đổ Primo de Rivera, Estat Català đã gia nhập Partit Republica Català (đảng Cộng hòa Catalunya) và nhóm chính trị L'Opinió (Ý kiến) để thành lập Cộng hòa Esquerra de Catalunya (Cảnh tả Cộng hòa Catalunya, ERC) với Macià là người lãnh đạo đầu tiên của nó. Tháng tiếp theo, ERC đã đạt được thắng lợi ngoạn mục trong các cuộc bầu cử thành phố trước ngày 14 tháng 4 công bố của Đệ nhị Cộng hòa Tây Ban Nha. Macià đã tuyên bố một nước Cộng hòa Catalan vào ngày 14 tháng 4, nhưng sau khi đàm phán với chính phủ lâm thời, ông buộc phải giải quyết vấn đề tự chủ, dưới sự tái lập của Generalitat của Catalunya.. Catalonia đã được trao quyền tự trị vào năm 1932, kéo dài cho đến khi cuộc nội chiến Tây Ban Nha. Năm 1938, Tướng Franco đã bãi bỏ cả Quy chế Tự trị và Generalitat.
Sau cái chết của Franco vào năm 1975, Tây Ban Nha đã chuyển sang khôi phục nền dân chủ. Một hiến pháp mới được thông qua năm 1978, khẳng định "sự thống nhất không thể tách rời của quốc gia Tây Ban Nha", nhưng thừa nhận "quyền tự trị của các quốc gia và các khu vực hình thành nên nó". Các đảng độc lập đã phản đối nó dựa trên cơ sở là nó không tương thích với sự tự quyết của người Catalan, và đã thành lập Comité Català Contra la Constitució Espanyola để chống lại nó. Hiến pháp đã được 88% cử tri ở Tây Ban Nha phê chuẩn, và chỉ hơn 90% ở Catalonia. Tiếp sau đó là Statut of Autonomy of Catalonia năm 1979, đã được phê chuẩn trong một cuộc trưng cầu dân ý với 88% cử tri ủng hộ nó. [19] Điều này đã dẫn tới sự li dị hoặc biến mất của các nhóm chính trị ủng hộ độc lập, và trong khoảng thời gian này các nhóm chiến binh như Terra Lliure. đã bị lấp đầy.
Năm 1981, một bản tuyên ngôn của các nhà trí thức ở Catalonia tuyên bố sự phân biệt đối xử với ngôn ngữ Castilian đã đưa ra một phản ứng dưới hình thức bức thư được công bố, Crida a la Solidaritat en Defensa de la Llengua, La Cultura i la Nació Catalanes (Gọi cho sự liên đới trong việc bảo vệ Tiếng Catalan, văn hoá và quốc gia), đã kêu gọi tổ chức một cuộc họp đại chúng tại Đại học Barcelona, trong đó có một phong trào nổi dậy. Tổ chức Crida đã tổ chức một loạt các cuộc biểu tình đã kết thúc bằng một cuộc biểu tình khổng lồ ở Camp Nou vào ngày 24 tháng 6 năm 1981. Bắt đầu như là một tổ chức văn hoá, Crida sớm bắt đầu đòi hỏi sự độc lập. Vào năm 1982, tại thời điểm bất ổn chính trị ở Tây Ban Nha, Quốc hội Tây Ban Nha đã được giới thiệu trong Ley Orgánica de Armonización del Proceso Autonómico (LOAPA), được cho là "hài hòa" với quy trình tự chủ, nhưng thực tế để hạn chế sức mạnh của Catalonia và Vùng Basque. Có một cuộc nổi dậy phổ biến chống lại nó. Crida và những người khác đã tổ chức một cuộc biểu tình khổng lồ chống lại LOAPA ở Barcelona vào ngày 14 tháng 3 năm 1982. Tháng 3 năm 1983, Tòa án Hiến pháp Tây Ban Nha đã bị Tòa án Tối cao Tây Ban Nha phê chuẩn. Trong những năm 1980, Crida đã tham gia vào hoạt động trực tiếp bất bạo động, trong số những việc khác vận động để ghi nhãn bằng tiếng Catalan, và nhắm mục tiêu đến các công ty lớn. Năm 1983, nhà lãnh đạo của Crida, Àngel Colom, rời bỏ gia nhập ERC, "tạo ra một động lực cho việc thành lập độc lập" của đảng đó.

### Quy chế Tự trị Thứ hai và sau đó

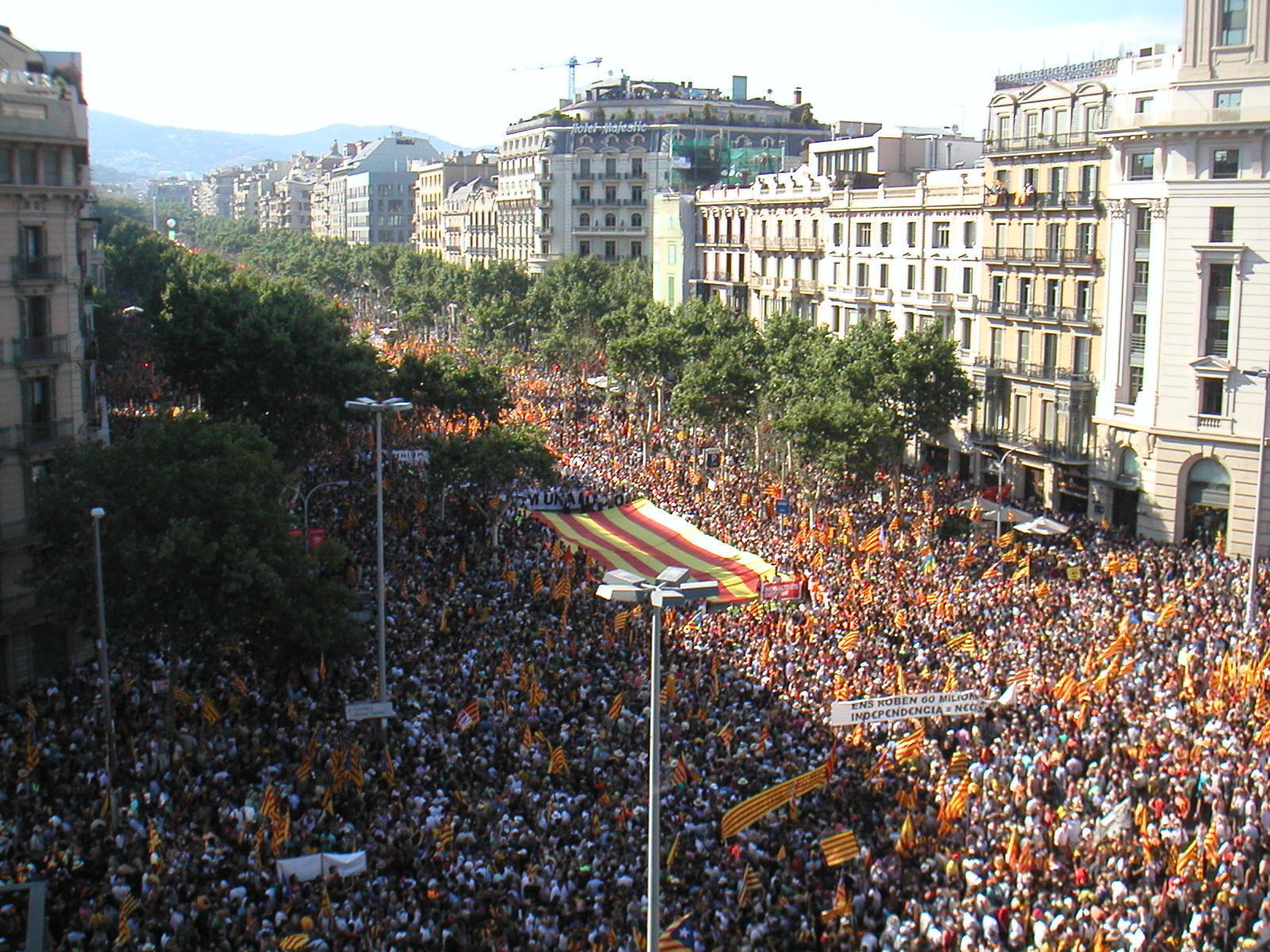
Biểu tình đòi tự trị ở Catalunya năm 2010 ở giao lộ Passeig de Gràcia và Aragó Avenues ở Barcelona, in Barcelona

Sau cuộc bầu cử vào năm 2003, đảng dân tộc Convergència i Unió (CiU), đã nắm quyền Catalunya từ năm 1980, mất quyền lực vào tay liên minh các đảng cánh tả bao gồm Đảng XHCN Catalonia (PSC), đảng Esquerra Republicana de Catalunya (ERC) và một liên minh cực hữu / xanh (ICV-EUiA), do Pasqual Maragall làm chủ tịch. Chính phủ đã đưa ra dự thảo về một Quy chế Tự trị mới, được CiU hỗ trợ và đã được đa số phiếu tán thành. Dự thảo luật sau đó đã được thông qua bởi quốc hội Tây Ban Nha, có thể thay đổi; nó đã làm như vậy, loại bỏ điều khoản về tài chính và ngôn ngữ, và một bài viết nói rằng Catalunya là một quốc gia. Khi đạo luật sửa đổi đã được đưa ra trưng cầu dân ý vào ngày 18 tháng 6 năm 2006, ERC, trong kháng nghị, kêu gọi bỏ phiếu "không". Quy chế này đã được thông qua, nhưng số cử tri chỉ là 48,9%. Tại cuộc bầu cử tiếp theo, liên minh cánh tả đã trở lại nắm quyền, lần này dưới sự lãnh đạo của José Montilla.

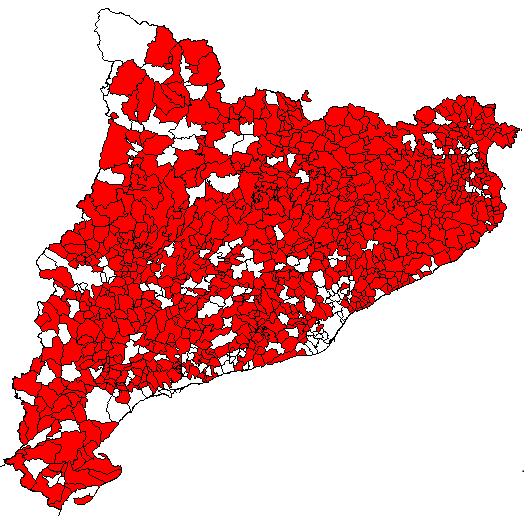
Các khu tự quản ủng hộ Hiệp hội các khu tự quản vì độc lập

Đảng Partido nổi tiếng chống lại chế độ trong quốc hội Tây Ban Nha đã thách thức tính hợp hiên hiến pháp của mình trong Toà án Công lý cao của Tây Ban Nha. Vụ án kéo dài bốn năm. Theo phán quyết của Tòa án, ban hành ngày 18 tháng 6 năm 2010, tòa đã phán quyết rằng mười bốn điều trong đạo luật là vi hiến và 27 điều khác được giải thích một cách hạn chế. Các bài báo bị ảnh hưởng bao gồm những bài học ưu tiên cho ngôn ngữ Catalan, giải phóng Catalonia khỏi trách nhiệm về tài chính của các cộng đồng tự trị khác và công nhận Catalunya là một quốc gia. Văn bản đầy đủ của bản án đã được công bố vào ngày 9 tháng 7 năm 2010, và ngày hôm sau, một cuộc biểu tình phản đối do tổ chức văn hoá "Văn hoá Văn hoá" tổ chức có sự tham dự của hơn một triệu người, dưới sự lãnh đạo của José Montilla.
Trong và sau vụ kiện của tòa án, một loạt các cuộc trưng cầu dân ý biểu trưng về độc lập đã được tổ chức tại các đô thị khắp Catalonia. Lần đầu tiên trong số đó là tại thị trấn Arenys de Munt vào ngày 13 tháng 9 năm 2009. Khoảng 40% số cử tri đủ điều kiện tham gia, trong đó 96% bỏ phiếu độc lập. Trong tất cả, 552 khu tự quản tổ chức trưng cầu dân ý giữa năm 2009 và năm 2011. Những hoạt động này, cùng với các cuộc biểu tình được tổ chức bởi Văn hoá và Assemblea Nacional Catalana (ANC), là một quá trình từ dưới lên mà xã hội ảnh hưởng đến phong trào chính trị độc lập. Ở cấp cơ sở, một số thành phố của Catalonia đã cùng nhau thành lập Hiệp hội các đô thị Independence, một tổ chức được chính thức thành lập vào ngày 14 tháng 12 năm 2011 tại Vic, đưa các tổ chức địa phương cùng nhau tiếp tục phát huy quyền của quốc gia Catalonia và thúc đẩy quyền tự quyết. Cuộc biểu tình ngày 11 tháng 9 năm 2012 đã nêu rõ chính phủ Catalan bắt đầu quá trình ly khai. Ngay sau đó, Artur Mas, người đã giành lại quyền lực trong năm 2010, đã gọi cuộc bầu cử vào ngày 25 tháng 11 năm 2012, và quốc hội quyết định rằng cuộc trưng cầu dân ý sẽ được tổ chức trong cuộc đời của cơ quan lập pháp tiếp theo. Mặc dù CiU mất chỗ ghế vào tay ERC, Mas vẫn nắm quyền.